# Listavec
Listavci so listnata drevesa s širokimi listi, za razliko od iglic iglavcev. Večina listavcev pozimi odvrže vse liste (listopadni listavci), vendar pa rastejo tudi zimzeleni ali vednozeleni listavci, kot so na primer kavovec, avokado in navadna bodika.
Iglice imajo v primerjavi s širokimi in ploščatimi listi listavcev na enako količino notranjega fotosintetskega tkiva veliko manjšo zunanjo površino in s tem zelo zmanjšajo izgubljanje vode zaradi transpiracije. Voda izhlapeva skozi reže v listni povrhnjici, ki so pri mnogih iglavcih samo na spodnji strani iglic in so največkrat globoko ugreznjene pod površino povrhnjice.
Zaradi teh prilagoditev lahko iglavci uspevajo na strmih in kamnitih gorskih pobočjih, kjer vsa voda hitro odteče, ter v ostrih vremenskih razmerah in vročih, suhih podnebjih.